# جزایر مبارکه

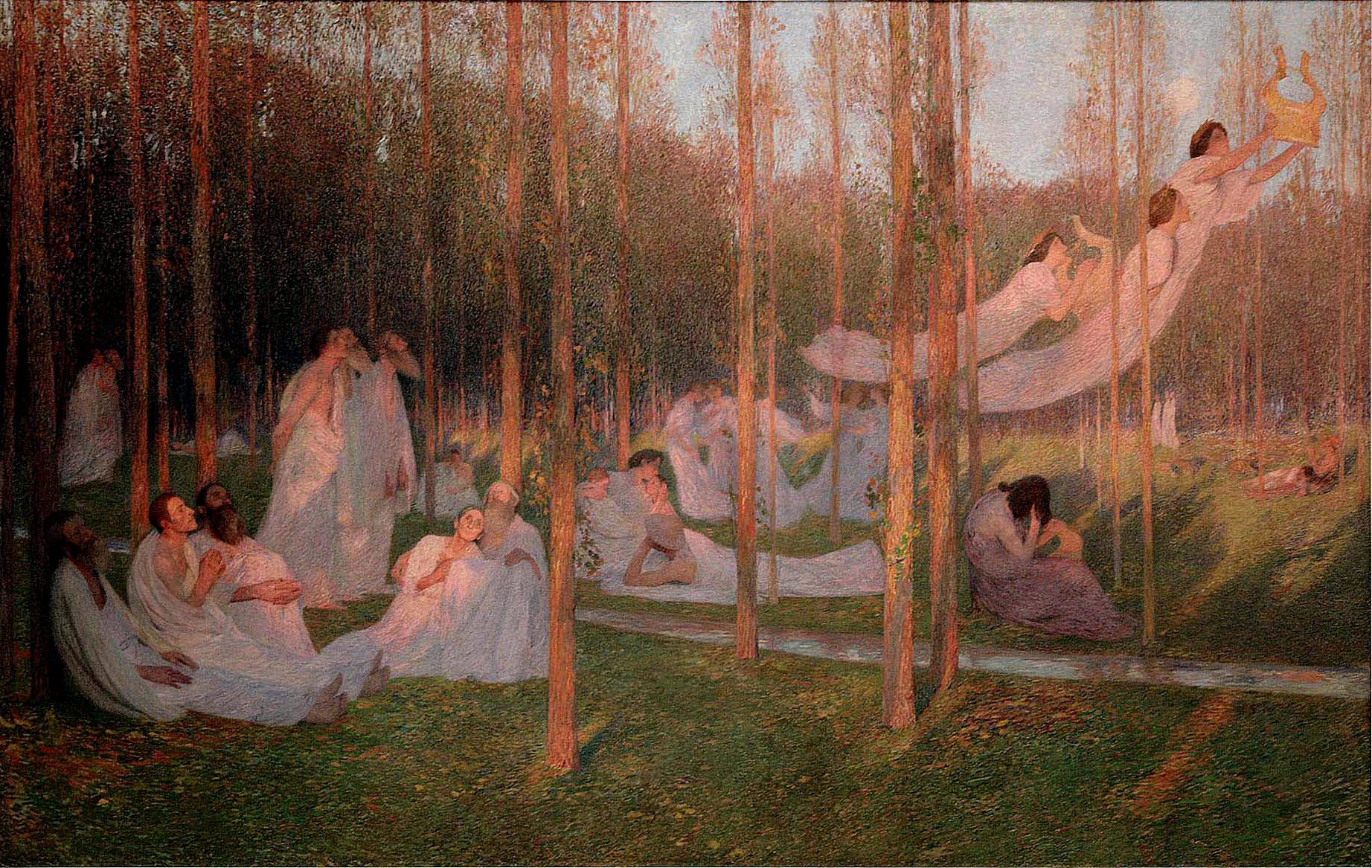
نقاشی قرن نوزدهمی از جزایر خرم

جزایر خرم (زبان یونانی: μακάρων νῆσοι) جزایری نیمه‌افسانه‌ای در اقیانوس اطلس بود که قهرمان‌های اساطیر یونانی از آن‌ها به عنوان بهشت بدون زمستان یاد می‌کنند. در اساطیر یونانی این جزیره‌ها مختص کسانی است که سه بار دچار تناسخ شده‌اند و هر سه بار به پاکی قضاوت شده و اجازه یافته‌اند به الوسیون راه یابند. مفهوم برازیل در اسطوره‌شناسی سلتی نیز در مفهوم جزایر خرم یونانی تنیده شده‌است.